# Otto Laser

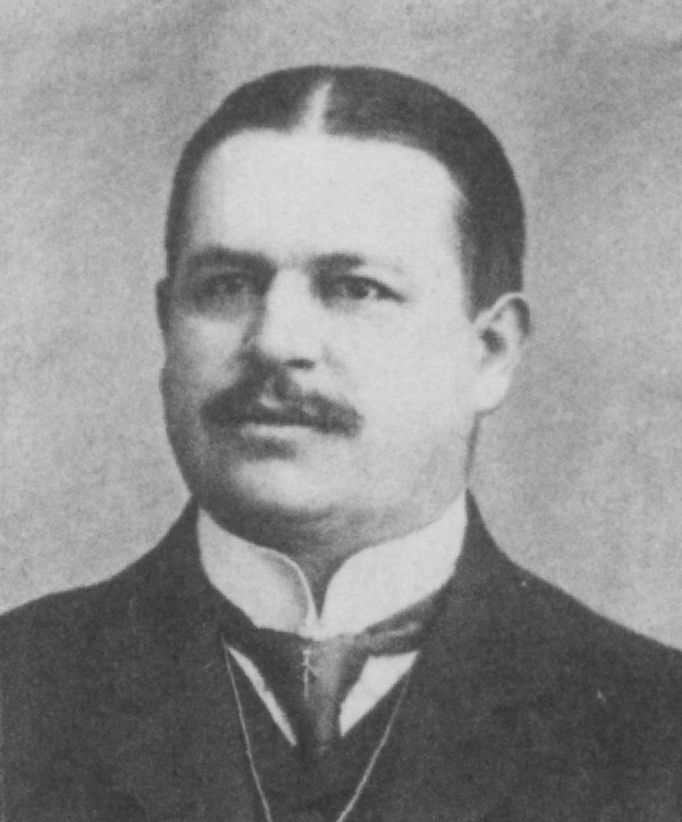
Otto Laser als Reichstagsabgeordneter 1912

Otto Karl Laser (* 30. März 1869 in Krotoschin; † 7. Mai 1926 in Pillkallen) war ein deutscher Bürgermeister, Landrat und Mitglied des Deutschen Reichstags.

## Leben
Laser besuchte die Volksschule und das Gymnasium in Krotoschin. Er machte eine Maurerlehre und besuchte parallel dazu die Baugewerkschule in Breslau. Er war zwei Jahre Teilhaber im Baugeschäft des Vaters. 1890/1891 absolvierte er den Militärdienst als Einjährig-Freiwilliger im Füsilier-Regiment Nr. 37 in  Krotoschin.
Von 1893 bis 1898 war er Königlicher Bausekretär und bis 1905 Kreisbaumeister des Kreises Angerburg. Ab 1905 war er Bürgermeister in Angerburg. Zwischen 1899 und 1905 war er Mitglied des Magistrats und ab 1905 Mitglied des Kreistags und des Kreisausschusses. Ferner war er Amtsanwalt und Mitglied des Aufsichtsrats der Ofen- und Tonindustrie-Aktien-Gesellschaft Angerburg.
Von 1912 bis 1918 war er Mitglied des Deutschen Reichstags für den Reichstagswahlkreis Regierungsbezirk Gumbinnen 5 und die Nationalliberale Partei.
Am Ersten Weltkrieg nahm er als Soldat im Landsturmbataillon „Goldap“ teil und wurde mit dem Eisernen Kreuz II. Klasse ausgezeichnet.
1919 und 1920 war er Mitglied der verfassunggebenden preußischen Landesversammlung für die Deutsche Demokratische Partei. Am 29. Oktober 1920 wurde er – im Rahmen eines Austausches ostpreußischer Beamter nach dem Kapp-Putsch – zum Landrat des Kreises Pillkallen ernannt. Das Amt übte er bis 1925 aus.